# Morsan
Morsan és un municipi francès situat al departament de l'Eure i a la regió de Normandia. L'any 2007 tenia 115 habitants.

## Demografia

### Població
El 2007 la població de fet de Morsan era de 115 persones. Hi havia 40 famílies de les quals 9 eren unipersonals (9 homes vivint sols), 22 parelles sense fills i 9 parelles amb fills.
La població ha evolucionat segons el següent gràfic:
Habitants censats

### Habitatges
El 2007 hi havia 61 habitatges, 46 eren l'habitatge principal de la família, 12 eren segones residències i 3 estaven desocupats. Tots els 59 habitatges eren cases. Dels 46 habitatges principals, 33 estaven ocupats pels seus propietaris, 11 estaven llogats i ocupats pels llogaters i 2 estaven cedits a títol gratuït; 5 tenien tres cambres, 19 en tenien quatre i 22 en tenien cinc o més. 30 habitatges disposaven pel capbaix d'una plaça de pàrquing. A 28 habitatges hi havia un automòbil i a 15 n'hi havia dos o més.

### Piràmide de població
La piràmide de població per edats i sexe el 2009 era:
| Homes | Edats   | Dones |
| ----- | ------- | ----- |
| 0     | 95 o +  | 4     |
| 0     | 90 a 94 | 0     |
| 0     | 85 a 89 | 8     |
| 0     | 80 a 84 | 0     |
| 4     | 75 a 79 | 0     |
| 8     | 70 a 74 | 0     |
| 4     | 65 a 69 | 12    |
| 0     | 60 a 64 | 0     |
| 0     | 55 a 59 | 0     |
| 0     | 50 a 54 | 4     |
| 4     | 45 a 49 | 0     |
| 0     | 40 a 44 | 0     |
| 8     | 35 a 39 | 0     |
| 4     | 30 a 34 | 4     |
| 0     | 25 a 29 | 4     |
| 4     | 20 a 24 | 0     |
| 0     | 15 a 19 | 0     |
| 0     | 10 a 14 | 4     |
| 4     | 5 a 9   | 0     |
| 4     | 0 a 4   | 4     |

## Economia
El 2007 la població en edat de treballar era de 71 persones, 52 eren actives i 19 eren inactives. De les 52 persones actives 49 estaven ocupades (30 homes i 19 dones) i 3 estaven aturades (3 dones i 3 dones). De les 19 persones inactives 7 estaven jubilades, 2 estaven estudiant i 10 estaven classificades com a «altres inactius».
Activitats econòmiques
Dels 5 establiments que hi havia el 2007, 3 eren d'empreses de construcció i 2 d'entitats de l'administració pública.
Dels 2 establiments de servei als particulars que hi havia el 2009, 1 era un paleta i 1 lampisteria.
L'any 2000 a Morsan hi havia 12 explotacions agrícoles que ocupaven un total de 425 hectàrees.

## Poblacions més properes
El següent diagrama mostra les poblacions més properes.